# 伊勒尔
伊勒尔是德国莱茵兰-普法尔茨州的一个市镇。总面积7.06平方公里，总人口1384人，其中男性680人，女性704人（2011年12月31日），人口密度196人/平方公里。